# Bubaloceras pritchardiae
Bubaloceras pritchardiae är en fjärilsart som beskrevs av Otto Herman Swezey 1933. Bubaloceras pritchardiae ingår i släktet Bubaloceras och familjen fransmalar. Inga underarter finns listade i Catalogue of Life.